# Little T & A
Singles de The Rolling Stones
Start Me Up /  No Use in Crying
(1981) Hang Fire / Neighbours
(1982)
Pistes de Tattoo You
Slave
(3) Black Limousine
(5)
Little T & A est une chanson du groupe de rock britannique The Rolling Stones parue d'abord le 24 août 1981 sur l'album Tattoo You et le 30 novembre 1981 sur le single Waiting on a Friend. Elle est écrite et composée par Mick Jagger et Keith Richards.

## Enregistrement
La chanson a été initialement enregistrée pendant les sessions de l'album Emotional Rescue aux studios Compass Point à Nassau, Bahamas en 1979, mais ils ont décidé de ne pas l'inclure dessus; le travail a recommencé en avril-juin 1981 pour finalement être ajouté à l'album Tattoo You.
La chanson est interprétée par le guitariste du groupe Keith Richards ; Il dira lui-même dans une interview en 1981 ce qui suit: "Cette chanson parle de tous les bons moments que j'ai passés avec quelqu'un que je connais depuis une nuit ou deux et que je n'ai jamais revu."
Le son de guitare de la chanson est influencé par le rockabilly.

## Postérité
Little T & A a été interprété en concert par le groupe lors de la tournée américaine de 1981, et Richards l'a restauré dans la setlist du groupe lors de la tournée A Bigger Bang en 2005. Comme cela est évident dans de nombreux disque pirates, la chanson a été fréquemment jouée lors des tournées solo de Richards en 1988 et 1992 avec les X-Pensive Winos avec Talk Is Cheap et Main Offender respectivement.
La chanson faisait partie de la bande originale du film Argo (2012), qui a remporté l'Oscar du meilleur film en 2013. L'inclusion de la chanson est une erreur chronologique, puisque le film a été tourné en 1979-1980, donc antérieur à l'enregistrement de la chanson.

## Personnel
Crédités:
- Keith Richards: chant, guitare électrique, clappements de mains
- Mick Jagger: chœurs, clappements de mains
- Charlie Watts: batterie, clappements de mains
- Bill Wyman: basse, clappements de mains
- Ron Wood: guitare électrique, chœurs, clappements de mains
- Ian Stewart: piano